# Макаренков, Николай Петрович
Николай Петрович Макаренков  (неизвестно, СССР — 2009, Муром, Владимирская область) — советский политический и общественный деятель, председатель исполкома Муромского Совета народных депутатов (1975—1978), первый секретарь Муромского городского комитета КПСС (1978—1987).

## Биография
Начал свою трудовую деятельность в должности помощника мастера на Муромском заводе имени Дзержинского. В 1964 году был избран секретарём партийного комитета завода.
В 1975 году был назначен председателем исполкома Муромского Совета народных депутатов. Неоднократно избирался депутатом Муромского городского Совета народных депутатов.
В 1978 году назначен первым секретарём Муромского городского комитета КПСС. Был избран делегатом XXVII съезда КПСС (с 25 февраля по 6 марта 1986 года).
Скончался в 2009 году в Муроме.

## Награды
- Орден Дружбы народов
- Орден «Знак Почёта» (дважды)
- Орден Трудового Красного Знамени
- Почётная грамота Президиума Верховного совета РСФСР